# Женье, Александр
Александр Женье (Женье́з; фр. Alexandre Geniez, род. 16 апреля 1988 в Родезе, Франция) — французский профессиональный шоссейный велогонщик, выступающий с 2017 года за команду «AG2R Citroën».

## Выступления
2009
1-й  - Ronde de l'Isard d'Ariège (U23)
1-й  Очковая классификация
1-й  Горная классификация
1-й на этапе 5 - Валле-д’Аоста (U23)
2-й - Tour de Gironde
2010
2-й - Рут-дю-Сюд
1-й  Молодёжная классификация
6-й - Classic sud Ardeche
7-й - Тур Люксембурга
1-й  Молодёжная классификация
2011
1-й на этапе 4 - Тур Австрии
2-й - Тур Люксембурга
1-й  Молодёжная классификация
4-й - Критериум Интернациональ
5-й - Круги Сарты
2012
8-й - Круги Сарты
9-й - Тур Польши
2013
1-й на этапе 15 - Вуэльта Испании
10-й Горная классификация
7-й - Чемпионат Франции в индивидуальной гонке
9-й - Тур Средиземноморья
2014
4-й - Вольта Алгарви
9-й - Чемпионат Франции в индивидуальной гонке
2015
1-й - Тро Бро Леон
1-й -  - Тур Эна
1-й на этапе 3
4-й - Tour du Finistère
9-й - Джиро д'Италия
9-й - Tour du Doubs
2016
1-й на этапе 3 - Вуэльта Испании
3-й - Tour du Finistère
6-й - Тур Эна
1-й на этапе 4
7-й - Тур Средиземноморья
1-й на этапе 1(ТТТ)
9-й - Критериум Интернациональ
2017
1-й - Тре Валли Варезине
3-й - Тур Прованса
1-й на этапе 2
3-й - Тур Эна
1-й  Очковая классификация
1-й на этапе 4
2018
1-й на этапе 12 - Вуэльта Испании
1-й - Гран-при Марсельезы
1-й  - Тур Прованса
1-й на этапе 1(пролог)

### Гранд-туры
| Гонка           | 2011 | 2012 | 2013 | 2014 | 2015 | 2016 | 2017 | 2018 |
| --------------- | ---- | ---- | ---- | ---- | ---- | ---- | ---- | ---- |
| Джиро д'Италия  | —    | —    | —    | 13   | 9    | НФ   | НФ   | 11   |
| Тур де Франс    | —    | —    | 44   | —    | 112  | —    | —    | —    |
| Вуэльта Испании | 159  | 90   | 47   | —    | —    | 108  | НФ   | 90   |

| —  | Не участвовал  |
| НФ | Не финишировал |